# James Murray (1er baron Glenlyon)
Pour les articles homonymes, voir James Murray et Murray.
James Murray, 1er baron Glenlyon (29 mai 1782 - 12 octobre 1837), titré Lord James Murray jusqu'en 1821, est un officier de l'armée britannique, membre du Parlement et pair.

## Biographie
Il est né en 1782 à Dunkeld, Perthshire, fils de John Murray (4e duc d'Atholl) et de son épouse Jane Cathcart. Il entre dans l'armée britannique en 1798 et atteint le rang de major général en 1819. En 1807, il est élu député du Perthshire, et exerce ses fonctions jusqu'en 1812. Il est gentilhomme de la chambre de 1812 à 1832 et de 1813 à 1819 et également aide de camp du prince régent. Il est créé baron Glenlyon, de Glenlyon, dans le Perthshire le 17 juillet 1821, et promu lieutenant général en 1837.
Il gère également les affaires familiales au nom de son frère aîné John Murray (5e duc d'Atholl), qui est déclaré fou à l'âge de 20 ans. Il est Membre de la Royal Society, le 9 avril 1818 et Chevalier commandant de l'Ordre royal des Guelfes en 1820.
Lord Glenlyon est décédé à l'hôtel Fenton, St James's Street, à Londres, le 12 octobre 1837, à l'âge de cinquante-cinq ans, et est enterré le 30 octobre à Dunkeld. Il est mort intestat.

## Mariage et enfants
Le 19 mai 1810, il épouse Emily Frances Percy, fille du général Hugh Percy (2e duc de Northumberland), à St Martin-in-the-Fields, à Covent Garden, à Londres. Ils ont quatre enfants, :
- Frances Julia Murray (décédée le 4 novembre 1868), qui épouse le colonel Hon. Charles Henry Maynard, fils de Henry Maynard, 3e vicomte Maynard, et n'a pas eu d'enfants[4]
- Charlotte Augusta Leopoldina Murray (décédée le 2 mai 1889), qui épouse le révérend Court Granville et n'avait pas d'enfant
- George Murray (6e duc d'Atholl) (20 septembre 1814 - 16 janvier 1864)
- James Charles Plantagenet Murray (8 décembre 1819 - 3 juin 1874), qui s'est marié avec Elizabeth Marjory Fairholme et n'a pas eu d'enfants